# 管口魚屬
管口魚屬，為輻鰭魚綱海龙鱼目管口魚科底下唯一的屬。

## 分類
包含三個種：
- 中國管口魚(Aulostomus chinensis)：又稱中華管口魚。
- 斑點管口魚(Aulostomus maculatus)
- 細管口魚(Aulostomus strigosus)

## 來自英文的混淆
管口魚的英文俗名是喇叭魚（Trumpetfish），與鷸嘴魚都有相同的英文俗名，但二者的外型差異甚大，且分類在不同的科。